# 博爾希 (巴爾區)
49°2′59″N 27°33′39″E / 49.04972°N 27.56083°E
博爾希（烏克蘭語：Борщі），是烏克蘭的村落，位於該國西南部文尼察州，由日梅林卡區負責管轄，面積0.46平方公里，海拔高度336米，2001年人口89，人口密度每平方公里193.06人。